# Thomas Joseph Cooke
Thomas Joseph Cooke (St. Louis, 22 agosto 1885 – Denver, 15 luglio 1964) è stato un calciatore statunitense, di ruolo attaccante.
Nel 1904 fece parte della squadra del St. Rose Parish che conquistò la medaglia di bronzo nel torneo di calcio dei Giochi della III Olimpiade. Nel torneo disputò soltanto la prima partita, in cui si ruppe una gamba.
Anche suo fratello George era calciatore del St. Rose Parish.